# 神劔神社 (八尾市)
神劔神社（みつるぎじんじゃ）は、大阪府八尾市田井中にある神社である。社格は旧村社。

## 歴史・概要
この神社の創建年代等については不詳であるが、1736年（元文元年）に創建（再建）されたと伝わる。以来、志紀郡田井中村の氏神として祀られてきた。
明治5年（1872年）に村社に列し、明治末期の神社合併により誉田八幡宮の末社として一旦は合祀されたが、村人たちの助力により大正14年（1925年）に還御遷宮祭が行われた。現在の本殿・拝殿はこの時に新築されたものである。
昭和47年（1972年）に北隣にある志紀小学校の防音工事に伴い、神域が南北54m・東西19m から 南北19・東西54mに変更、社殿が南向きから西向きへ移築修復され、社務所、鳥居、玉垣等が新築された。